# Campionati mondiali di tiro da 10 m 1983
I campionati mondiali di tiro 1983 furono la terza edizione dei campionati mondiali di questo sport e si disputarono a Innsbruck.

## Risultati

### Uomini

#### Carabina ad aria
| Evento        | Oro                                                   | Oro       | Argento                                                | Argento   | Bronzo                                                             | Bronzo    |
| Evento        | Atleta                                                | Risultato | Atleta                                                 | Risultato | Atleta                                                             | Risultato |
| 10m           | Philippe Heberle                                      | 589       | Yuri Zavolodko                                         | 587       | Frank Rettkowski                                                   | 587       |
| 10m a squadre | Francia Jean-Pierre Amat Michel Bury Philippe Heberle | 1749      | Germania Ovest Peter Heinz Bernhard Suess Hubert Suess | 1744      | Unione Sovietica Alexandr Mitrofanov Victor Vlassov Yuri Zavolodko | 1741      |

#### Pistola ad aria
| Evento        | Oro                                                                | Oro       | Argento                                                 | Argento   | Bronzo                                      | Bronzo    |
| Evento        | Atleta                                                             | Risultato | Atleta                                                  | Risultato | Atleta                                      | Risultato |
| 10m           | Ragnar Skanåker                                                    | 586       | Alexandr Melentiev                                      | 585       | Anatoli Egrishin                            | 583       |
| 10m a squadre | Unione Sovietica Anatoli Egrishin Alexandr Melentiev Vladas Tourla | 1747      | Svezia Benny Oestlund Staffan Oscarsson Ragnar Skanåker | 1729      | Francia Jean Bilon Jacky Durand Remy Harang | 1725      |

### Donne

#### Carabina ad aria
| Evento        | Oro                                                     | Oro       | Argento                                           | Argento   | Bronzo                                                           | Bronzo    |
| Evento        | Atleta                                                  | Risultato | Atleta                                            | Risultato | Atleta                                                           | Risultato |
| 10m           | Marlies Helbig                                          | 395       | Wu Xiaoxuan                                       | 392       | Silvia Sperber                                                   | 392       |
| 10m a squadre | Germania Ovest Ulrike Holmer Sigrid Lang Silvia Sperber | 1164      | Ungheria Eva Farian K. E. Herrne Laszlone Hunyadi | 1155      | Unione Sovietica Svetlana Komaristova Kounznetsova Lessia Leskiv | 1154      |

#### Pistola ad aria
| Evento        | Oro                                             | Oro       | Argento                                                  | Argento   | Bronzo                                          | Bronzo    |
| Evento        | Atleta                                          | Risultato | Atleta                                                   | Risultato | Atleta                                          | Risultato |
| 10m           | Kerstin Bodin                                   | 382       | Julita Macur                                             | 379       | Kim Yang-Ja                                     | 378       |
| 10m a squadre | Svezia Monica Aberg Kerstin Bodin Sally Remmert | 1127      | Austria Corinna Hoffmann Christine Strahalm Christa Werk | 1116      | Stati Uniti Sally Carroll Ruby Fox Cathy Graham | 1116      |

## Medagliere
Nazione ospitante
| Posiz. | Nazione          | Oro | Argento | Bronzo | Totale |
| ------ | ---------------- | --- | ------- | ------ | ------ |
| 1      | Svezia           | 3   | 1       | 0      | 4      |
| 2      | Francia          | 2   | 0       | 1      | 3      |
| 3      | Unione Sovietica | 1   | 2       | 3      | 6      |
| 4      | Germania Ovest   | 1   | 1       | 1      | 3      |
| 5      | Germania Est     | 1   | 0       | 1      | 2      |
| 6      | Austria          | 0   | 1       | 0      | 1      |
| 6      | Ungheria         | 0   | 1       | 0      | 1      |
| 6      | Polonia          | 0   | 1       | 0      | 1      |
| 6      | Cina             | 0   | 1       | 0      | 1      |
| 10     | Corea del Sud    | 0   | 0       | 1      | 1      |
| 10     | Stati Uniti      | 0   | 0       | 1      | 1      |